# 島崎奈々子
島崎 奈々子（しまざき ななこ）は、日本の女性アニメーション演出家、アニメーション監督。「島崎奈々子」「島崎奈奈子」「佐々木奈々子」「佐々木 奈奈子」の名前でクレジットされる。

## 参加作品

### テレビアニメ
1988年
- それいけ!アンパンマン（1988年 - 、絵コンテ・演出）

1989年
- 桃太郎伝説 PEACHBOY LEGEND（1989年 - 1990年、演出）

1990年
- PEACH COMMAND 新桃太郎伝説（1990年 - 1991年、演出）

1993年
- しましまとらのしまじろう（1993年 - 2008年、絵コンテ・演出）

1995年
- ふしぎ遊戯（1995年 - 1996年、絵コンテ・演出）
- ママはぽよぽよザウルスがお好き（1995年 - 1996年、絵コンテ・演出）

1996年
- はりもぐハーリー（1996年 - 1997年、絵コンテ・演出）
- YAT安心!宇宙旅行（第1期）（1996年 - 1997年、絵コンテ・演出）

1997年
- CLAMP学園探偵団（絵コンテ・演出）

1998年
- TRIGUN（絵コンテ・演出）
- 南海奇皇（第1期）（絵コンテ・演出）
- YAT安心!宇宙旅行（第2期）（絵コンテ・演出）
- MASTERキートン（1998年 - 1999年、絵コンテ・演出）

1999年
- 南海奇皇（第2期）（絵コンテ・演出）
- 天使になるもんっ!（演出）
- モンスターファーム 〜円盤石の秘密〜（1999年 - 2000年、絵コンテ・演出）
- 魔装機神サイバスター（絵コンテ・演出）
- 魔法使いTai!（演出）
- ぐるぐるタウンはなまるくん（1999年 - 2001年、絵コンテ・演出）

2000年
- マイアミ☆ガンズ（絵コンテ・演出）
- だぁ!だぁ!だぁ!（2000年 - 2002年、絵コンテ）
- ストレンジドーン（絵コンテ・演出）
- はじめの一歩（2000年 - 2002年、絵コンテ・演出）

2001年
- 魔法戦士リウイ（絵コンテ）
- 新白雪姫伝説プリーティア（絵コンテ）
- キャプテン翼（2001年 - 2002年、絵コンテ）

2002年
- ちょびっツ（絵コンテ・演出）
- 爆闘宣言ダイガンダー（絵コンテ）
- 花田少年史（2002年 - 2003年、絵コンテ・演出）

2003年
- ななか6/17（絵コンテ）
- TEXHNOLYZE（絵コンテ・演出）
- はじめの一歩 Champion Road（演出）

2004年
- ごくせん（演出）
- 妄想代理人（絵コンテ・演出）
- MONSTER（絵コンテ・演出）
- お伽草子（2004年 - 2005年、演出）
- ローゼンメイデン（演出）

2005年
- 好きなものは好きだからしょうがない!!（絵コンテ・演出）
- 英國戀物語エマ（絵コンテ・演出）
- シュガシュガルーン（2005年 - 2006年、絵コンテ・演出）
- かみちゅ!（絵コンテ・演出）
- D.C.S.S. 〜ダ・カーポ セカンドシーズン〜（絵コンテ）
- アカギ 〜闇に降り立った天才〜（2005年 - 2006年、絵コンテ・演出）
- ARIA The ANIMATION（絵コンテ・演出）
- BLOOD+（2005年 - 2006年、絵コンテ・演出）
- ローゼンメイデン トロイメント（2005年 - 2006年、絵コンテ・演出）

2006年
- ふしぎ星の☆ふたご姫 Gyu!（2006年 - 2007年、絵コンテ・演出）
- NANA-ナナ-（絵コンテ・演出）
- 西の善き魔女 Astraea Testament（絵コンテ・演出）
- オーバン・スターレーサーズ（2006年 - 2007年、絵コンテ・演出）
- ぷるるんっ!しずくちゃん（2006年 - 2007年、絵コンテ）
- 乙女はお姉さまに恋してる（絵コンテ）

2007年
- ひとひら（絵コンテ）
- セイント・ビースト 〜光陰叙事詩天使譚〜（監督・絵コンテ・演出）
- ながされて藍蘭島（絵コンテ）
- D.C.II 〜ダ・カーポII〜（絵コンテ・演出）
- 逆境無頼カイジ Ultimate Survivor（2007年 - 2008年、絵コンテ・演出）
- ぷるるんっ!しずくちゃん あはっ☆（2007年 - 2008年、絵コンテ）

2008年
- のらみみ（絵コンテ・演出）
- D.C.II S.S. 〜ダ・カーポII セカンドシーズン〜（絵コンテ・演出）
- S・A〜スペシャル・エー〜（絵コンテ）
- はっけん たいけん だいすき! しまじろう（2008年 - 2010年、絵コンテ）
- RD 潜脳調査室（絵コンテ・演出）
- 薬師寺涼子の怪奇事件簿（絵コンテ）
- のらみみ2（2008年 - 2009年、絵コンテ・演出）
- 屍姫 赫（絵コンテ・演出）
- ONE OUTS -ワンナウツ-（2008年 - 2009年、絵コンテ・演出）
- のだめカンタービレ 巴里編（絵コンテ・演出）

2009年
- 屍姫 玄（絵コンテ・演出）
- アキカン!（絵コンテ・演出）
- ジュエルペット（2009年 - 2010年、監督・絵コンテ・演出・OP演出）※佐々木奈々子名義
- FAIRY TAIL（2009年 - 2013年、演出）

2010年
- はなかっぱ（2010年 - 、絵コンテ・演出）
- 会長はメイド様!（絵コンテ・演出）
- kiss×sis（絵コンテ・演出）
- あそびにいくヨ!（絵コンテ・演出）
- ヨスガノソラ（絵コンテ）
- 探偵オペラ ミルキィホームズ（絵コンテ・演出）
- 海月姫（演出）

2011年
- Rio RainbowGate!（絵コンテ・演出）
- Dororonえん魔くん メ〜ラめら（演出）
- 星空へ架かる橋（絵コンテ・演出）
- うたの☆プリンスさまっ♪ マジLOVE1000%（絵コンテ・演出）
- 猫神やおよろず（絵コンテ・演出）
- 君と僕。（絵コンテ・演出）

2012年
- 戦姫絶唱シンフォギア（演出）
- ゼロの使い魔F（絵コンテ）
- モーレツ宇宙海賊（絵コンテ・演出）
- 君と僕。2（絵コンテ・演出）
- あっちこっち（絵コンテ・演出）
- しろくまカフェ（2012年 - 2013年、絵コンテ・演出）
- ジュエルペット きら☆デコッ!（2012年 - 2013年、絵コンテ・演出）
- めだかボックス アブノーマル（絵コンテ・演出）

2013年
- AMNESIA（演出）
- ジュエルペット ハッピネス（絵コンテ・演出）
- 宇宙兄弟（2013年 - 2014年、絵コンテ・演出）
- ステラ女学院高等科C3部（絵コンテ・演出）
- ファンタジスタドール（絵コンテ・演出）
- ふるさと再生 日本の昔ばなし（絵コンテ・演出）

2014年
- 未確認で進行形（演出）
- Wake Up, Girls!（演出）
- ハピネスチャージプリキュア!（絵コンテ）
- 彼女がフラグをおられたら（絵コンテ・演出）
- 人生相談テレビアニメーション「人生」（助監督、演出、ED絵コンテ・演出）

2015年
- 俺物語!!（絵コンテ・演出）
- ケイオスドラゴン 赤竜戦役（絵コンテ・演出）
- おそ松さん（2015年 - 2016年、絵コンテ・演出）

2016年
- うしおととら（演出）
- はんだくん（絵コンテ・演出）
- ももくり（演出）
- 逆転裁判 〜その「真実」、異議あり!〜（絵コンテ・演出）
- 斉木楠雄のΨ難（絵コンテ・演出）
- クラシカロイド（絵コンテ・演出）
- WWW.WORKING!!（絵コンテ・演出）
- シックスハートプリンセス（2016年 - 、絵コンテ）

2017年
- アイドル事変（絵コンテ・演出）
- 鬼平（絵コンテ）
- ひとりじめマイヒーロー（絵コンテ・演出）

2018年
- 続 刀剣乱舞-花丸-（絵コンテ・演出）
- 美男高校地球防衛部HAPPY KISS!（絵コンテ・演出）
- イナズマイレブン アレスの天秤（絵コンテ・演出）
- イナズマイレブン オリオンの刻印（2018年 - 2019年、絵コンテ・演出）
- 銀魂.（演出）
- ぐらんぶる（演出）

2019年
- B-PROJECT〜絶頂*エモーション〜（絵コンテ・演出）
- デート・ア・ライブIII（演出）
- けものフレンズ2（絵コンテ）
- RobiHachi（絵コンテ・演出）
- まちカドまぞく（絵コンテ・演出）
- 俺を好きなのはお前だけかよ（絵コンテ・演出）
- GRANBLUE FANTASY The Animation Season 2（演出）

2020年
- 波よ聞いてくれ（絵コンテ・演出）
- トミカ絆合体 アースグランナー（演出）
- ミュークルドリーミー（絵コンテ）

2021年
- 新幹線変形ロボ シンカリオンZ（演出）
- マジカパーティ（絵コンテ・演出）
- 妖怪ウォッチ♪（絵コンテ）
- TSUKIPRO THE ANIMATION 2（絵コンテ・演出）

2022年
- ニンジャラ（演出、監督）
- であいもん（演出）

2023年
- イジらないで、長瀞さん 2nd Attack（絵コンテ）
- 六道の悪女たち（絵コンテ・演出）

2025年
- 妖怪学校の先生はじめました!（絵コンテ）

### 劇場アニメ
1984年
- 風の谷のナウシカ（制作進行）

1996年
- それいけ!アンパンマン 空とぶ絵本とガラスの靴（助監督）

2003年
- それいけ!アンパンマン ルビーの願い（演出）

2004年
- それいけ!アンパンマン 夢猫の国のニャニイ（演出）

2005年
- それいけ!アンパンマン ハピーの大冒険（演出）

2006年
- それいけ!アンパンマン いのちの星のドーリィ（演出）

2008年
- それいけ!アンパンマン ヒヤヒヤヒヤリコとばぶ・ばぶばいきんまん（演出）※佐々木奈々子名義

2012年
- ジュエルペット スウィーツダンスプリンセス（演出）

### OVA
1990年
- 風魔の小次郎 聖剣戦争篇（絵コンテ・演出）

1992年
- 源氏（演出）
- 新・超幕末少年世紀タカマル（ - 1993年、演出補）
- 風魔の小次郎 最終章 風魔反乱篇（絵コンテ・演出）

1995年
- 腐った教師の方程式（監督）
- こどものおもちゃ（演出）

1998年
- 真ゲッターロボ 世界最後の日（演出）

2001年
- ふしぎ遊戯 -永光伝-（2001年 - 2002年、監督・絵コンテ・演出）

2002年
- ウルトラマニアック（監督・絵コンテ・演出）

2014年
- 未確認で進行形OVA（演出）

### Webアニメ
- イナズマイレブン アウターコード（2017年、演出）